# Carlos Fuentes Rabe
Carlos Fuentes Rabe (2 de julio de 1887-17 de mayo de 1974) fue un general de división chileno, Comandante en Jefe del Ejército desde el 26 de diciembre de 1938 hasta el 23 de agosto de 1940.

## Biografía
Nace en Santiago, el 2 de julio de 1887. En 1902, ingresa como Cadete a la Escuela Militar y egresa cuatro años más tarde como Teniente 2.º en el arma de Artillería, siendo destinado al Regimiento de Artillería a caballo Nº5 General Maturana. Luego de un año, es trasladado al Regimiento de Artillería Nº4 Miraflores.
En 1911, ascendido a Capitán, se desempeña en el Grupo de Artillería Nº3 General Aldunate y al año siguiente vuelve a su primera unidad, el Regimiento General Maturana. Posteriormente, el mando lo escoge para viajar a Alemania, en una Comisión de Servicio que le permite perfeccionarse.

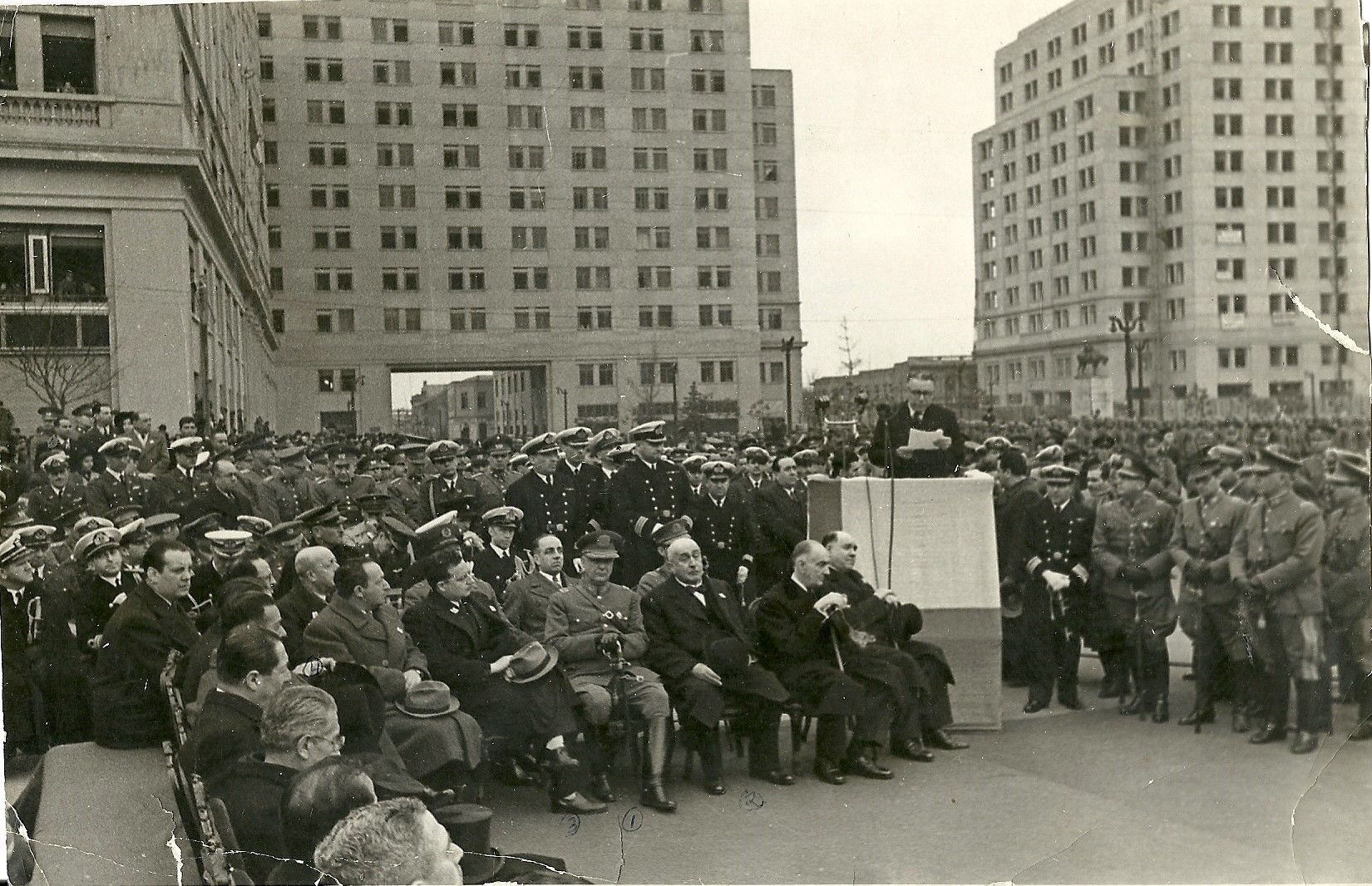
Ceremonia en La Moneda. A la derecha del General Fuentes, Salvador Allende Gossens (entonces ministro de Salud); a su izquierda Emilio Bello Codesido (ministro de Defensa).

De regreso en el país, entre 1916 y 1918, estudia en la Academia de Guerra y sirve en el Estado Mayor General. Dos años más tarde, es enviado nuevamente al extranjero, ingresando a un Instituto en Francia.
Con veinte años de servicios, en 1924, es trasladado por segunda vez al Estado Mayor, al mismo tiempo que se desempeña como Profesor en la Academia de Guerra y en la Escuela Militar, su nueva destinación.
Nombrado Comandante del Grupo de Artillería Nº2 Maturana, alcanza el grado de Teniente Coronel, continúa sus clases en la Academia y ejerce como Secretario de la Inspección General.
El año 1930 es nombrado Agregado Militar a la Embajada de Chile en Lima, Perú, y al regresar al país, ascendido a Coronel, se desempeña como Jefe del Estado Mayor General del Ejército, en el carácter de Interino.
Como General de Brigada, es nombrado Director del Personal del Ejército, participando en un Curso de Altos Estudios Militares. Alcanza el grado de General de División en 1937, siendo nombrado al año siguiente, Comandante en Jefe del Ejército.
Bajo su mando y con ocasión del terremoto de enero de 1939, la Institución debió cumplir un rol fundamental en la reconstrucción del área afectada y mantención del orden interno.

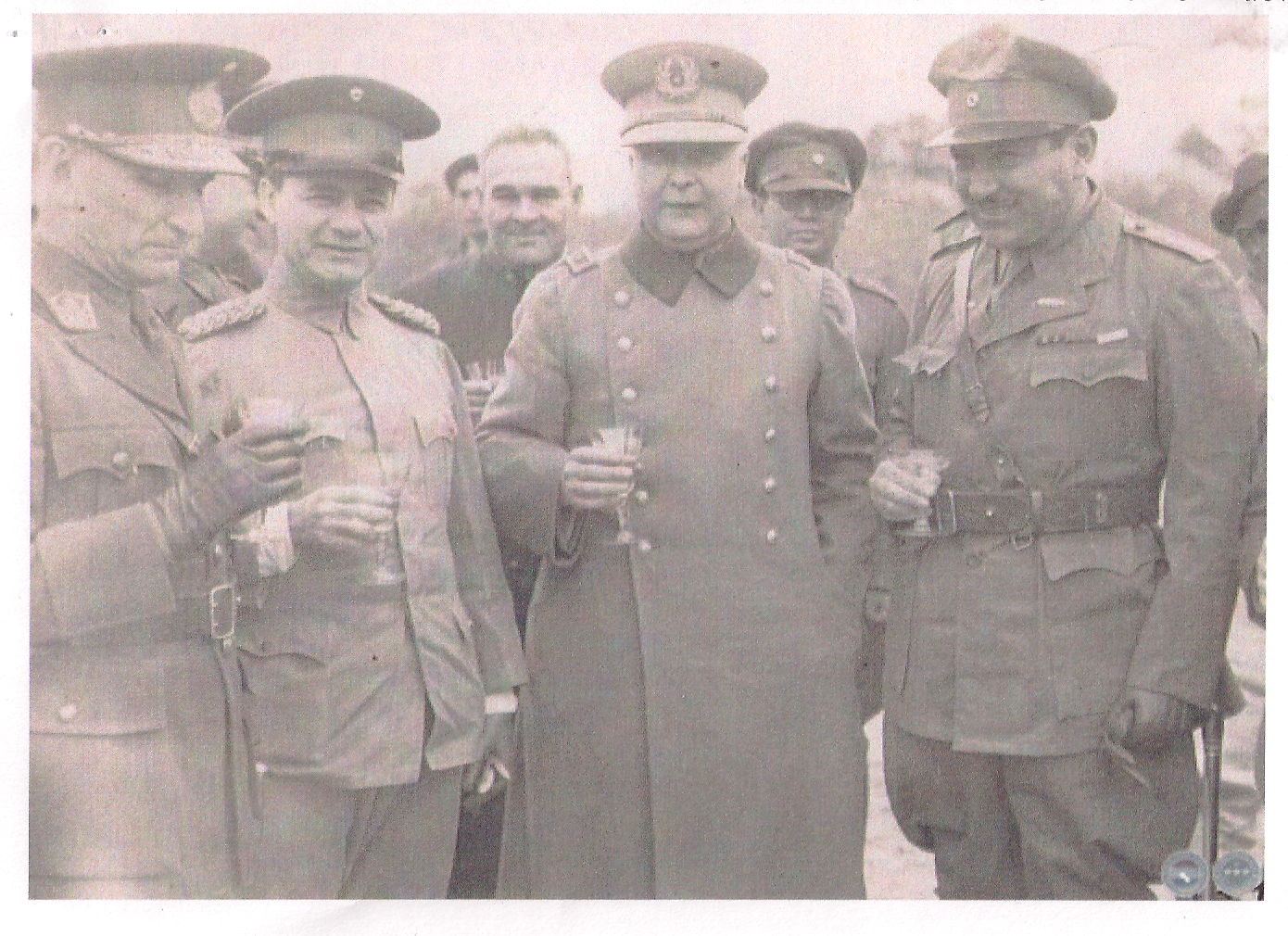
Carlos Fuentes Rabe en el centro, junto a los Comandantes en jefe del Ejército paraguayo y boliviano - Comisión Chilena de Paz, en el Chaco Boreal.

El General Carlos Fuentes Rabé, recibió a lo largo de su carrera militar, diversas condecoraciones, destacando las otorgadas por los gobiernos de Francia, Brasil, Colombia, Perú y Ecuador, entre otros.
El 23 de agosto de 1940 se le concede el retiro de la Institución.